# 双屿港

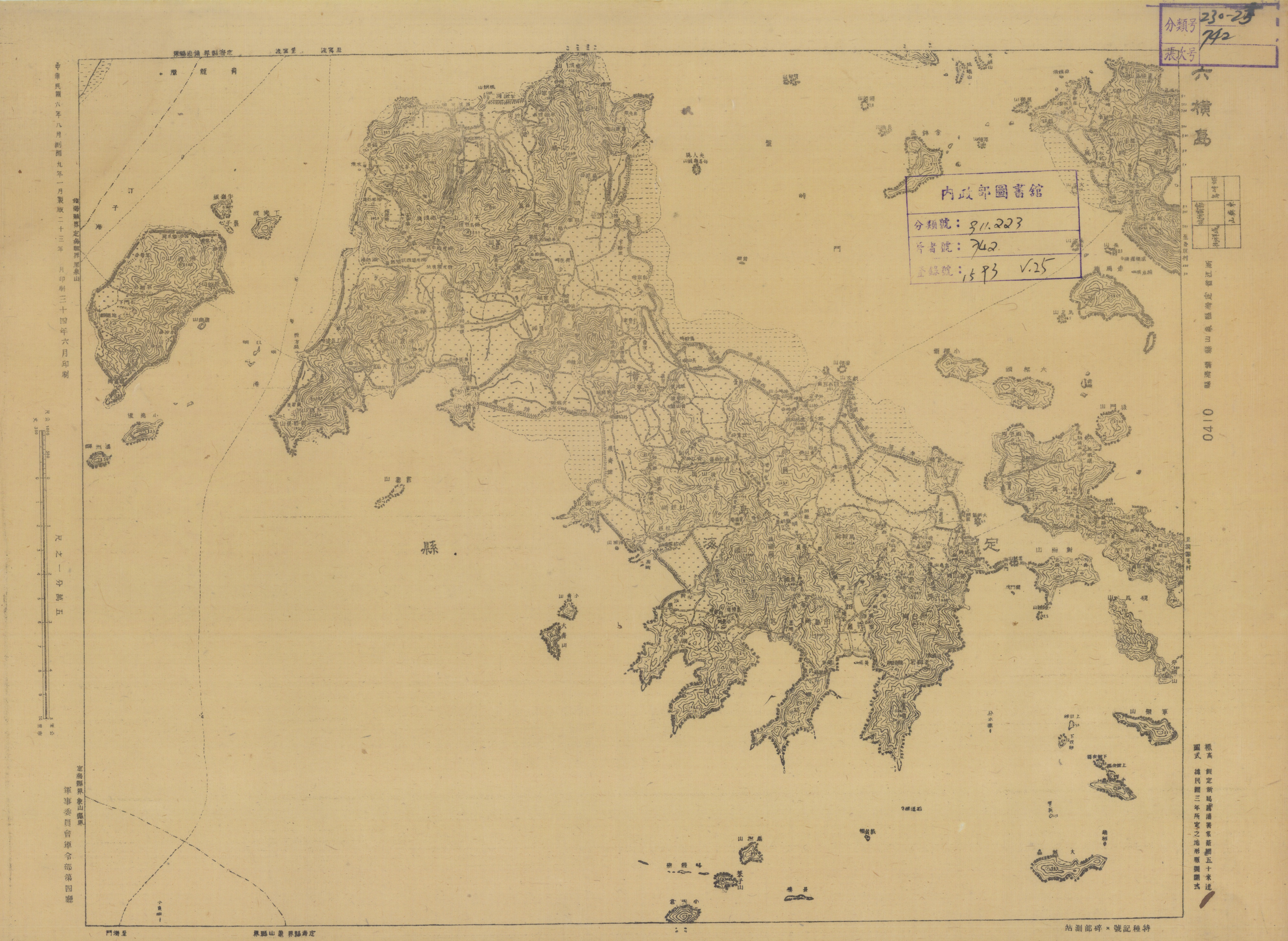
双屿港被認為位於六橫島（畫面主體）與佛渡岛（最左側）之間的港灣

双屿港，又名雙峙港，為位處浙江舟山市六横岛與佛渡島之間的港灣，即石柱頭村一帶、六橫島西岸漲起港附近，由港內上雙峙、下雙峙兩島嶼得名。其在明朝嘉靖二年（1523年）寧波之亂引致官方禁制對外貿易活動（海禁）後興起，於嘉靖三年至二十七年（1524~1548）間，曾一度成為明朝當時最大最繁華的海上國際自由貿易市場，並建有市政設施，自行組織武裝以保互市，也是明朝武裝商人集团汪直等人的根据地。該地因受到海商保護免於海盜侵擾，吸引了來自中國、日本、葡萄牙、暹羅、婆羅洲與琉球等地的商人到此貿易，有自歐、亞、非洲等的十餘個國家及閩浙等商人參與交易，多時「舶客擁萬眾」，為十六世纪远东与西方的重要贸易轉口港，日本學者藤田丰八稱之為「十六世紀的上海」，史觀亦視之為十六世紀亞洲最大的國際自由貿易港。當時由汪直與其他中國商人、葡萄牙人、日本人等一起共同努力，正式搆建了「東南亞—雙嶼—日本」的貿易網絡，當時據信該地也是葡人在東方所有居留地中，人口最多、最富有的一個。由於貿易性質觸犯海禁，雙嶼港被浙江巡撫朱紈率領的明朝軍隊剿平。

## 地理位置
該地位於浙江之外海，懸居海洋之中，當時距離舟山城東南百里，扼南北航線和中日航線之要衝， 乃海洋天險。港南北向，南北長約7.6公里，東西寬約1.4~2公里，港域面積約13平方公里。明初，雙嶼被列為「國家驅遣棄地」，島民全部內遷，無人居住，遂成為各路船隻泊聚的理想場所。

## 活動與貿易發展
正德十六年（1521）屯門海戰後，葡人被逐出廣東，遂轉向閩浙沿海尋求貿易機會。其時面對海禁，沿海民間也繼續進行私人海上貿易活動，活躍於雙嶼一帶的徽商許棟、閩商李光頭便是海上貿易的首腦人物。在中國海商的配合下，大批葡人便來到中外走私商人聚居的寧波附近的雙嶼港，以其為基地從事走私貿易，在閩浙沿海亦商亦盜。
有關的海上貿易活動觸犯明王朝的海禁政策，汪直卻與沿海的很多地方官員進行一系列互惠互利的合作，獲取官員默許以打造中外商所期望的互市局面。 朝廷則一度忌諱鄧獠、許棟和葡商在這一帶越來越大影響的海上活動，於1543年派出海道副使張一厚統兵剿捕，反被打敗。之後許棟、李光頭為首的大批武裝海商，以及葡萄牙商人，集中停泊該港灣，並進行島上建設，作為長期進行自由貿易的基地。1545年許棟、汪直率領大批海商到日本貿易，再帶返日本博多津等地的日商助才門等人到雙嶼港貿易。這樣，雙嶼港的自由貿易便完全替代勘合貿易（朝貢貿易），一時成為東南沿海人們和葡、日、南洋等國外商貿易之中心，還遠至馬來半島彭亨國招引僑民和外商等合組船隊，在雙嶼港一帶相互交易。
1543年葡萄牙人到達日本九州，爾後便開展了對日直接貿易：雙嶼也成為整個由馬六甲到日本之間貿易路線中，理想的臨時停駐和補給點，從而形成以日本、閩浙、馬六甲為支點的一個三角貿易區。在這段貿易關係網絡中，葡萄牙人先從馬六甲等地販賣胡椒、香料等東南亞商品，再到雙嶼（或者月港）與當地商人交換絲綢、棉布，然後運往日本銷售，換回白銀，再返回到中國買入絲或布，賣到馬六甲。一系列的走私貿易活動不僅改善了沿海一部分中國百姓的生活，也帶來了大量的白銀。而港區主要有三種用作交易的貨幣，葡萄牙貨幣（硬幣），中國銀兩與日本銀錠。

### 往來商貨
據載當時葡人每年在雙嶼港交易，主要購買中國的絲綢、布匹、糧食、藥材、陶瓷器、雨傘、草蓆等商品；運來金錠、白銀、胡椒、檀香、丁香、肉豆蔻、夏布、白棉布、番花手帕、木棉、吉貝花、皮貨、生漆、高級香料、珍珠等。再據《明會典》、《星槎勝覽》、《東西洋考》等明代史籍記載，經該港入口商貨主要有：日本之倭刀、扇，琉球之香料、硫磺，安南之金銀器皿和犀角象牙，英臘之孔雀翎、寶石，暹羅之珊瑚、琥珀，占城之手巾、蘇木，爪哇之珍珠、瑪瑙，彭亨之胡椒、沙金，文萊之梅花龍腦、丁香，蘇門答臘之水晶、胡椒，古里之寶石，滿喇甲之象牙，錫蘭之寶石、珍珠、乳香等。

## 港區概覽
葡人建設港區设有市政厅、教堂、医院及1000幢民居，人口3000，其中葡萄牙人1200名，其餘為來自別國的基督教徒。 “佛郎機之来，皆以其地胡椒，苏木，象牙，苏油，沉、东、檀、乳诸香，与边民交易，其价甚平，其日用饮食之资于吾民者，如米、面、猪、鸡之数，其价皆倍于常，故边民乐与为市。”。耶穌會士費爾南記述，當時港區有設立市長、承審員、議員、司法官與其他十八種顧問或裁判員負責治理。

### 治理和服務體系
在當地自行設立的政府機構中，包括了幾名高級市政官、一名書記員、一名稽核、一名主管孤兒與撫恤的民政官及幾名警官、幾名衛隊督察，負責賃借的官員，此外還有四名負責起草契約合同的公證人，六名負責註冊事務的官員。前述人員的一般薪酬為三千達卡，職位更高的官員則會高出這個數目。島上還有兩所醫院和一所恤孤院，每年費用為三萬多；市政廳的租金每年高達六千達卡。

### 共存關係
雙嶼港的國際貿易，得到沿海百姓、豪富及不少地方官吏的暗中支持，認為「資衣食於海，驟失重利，雖士大夫家亦不便也。」時官居刑部主事的唐樞也曾在《御倭雜著》中提出異議：「中國與夷，各擅土產，故貿易難絕也，所之所在，人必趨之」，故「官司禁止勿得」。在鼎盛時期，當地居民也心甘情願地協助海商們，因為走私貿易給島上帶來了可觀的財富：原本依賴農作和漁業為生的村民，轉而為汪直和其他海商製造武器和盔甲。村民們不僅願意提供生活物資，還有女人和自己的後代，當時不少年輕人也願意加入汪直的團隊。

## 消亡
雙嶼港的走私貿易完全替代了以前官方的「勘合貿易」，與明朝的海禁政策相悖，隨著當地活動規模日益擴大，震動朝廷，「瀕海千里告急，朝野皆驚」，於是嘉靖帝決定用武力剿滅：嘉靖二十六年(1547)七月調右副都御史朱紈為浙江巡撫，嘉靖二十七年1548年浙江巡抚朱纨派都指挥卢镗率兵进攻双屿港之前，26年間舟山海域基本無寇亂，但雙嶼是被抗倭派稱做「根抵窟穴」，「倭寇」其實基本上都是中國武裝走私商人。雙方對峙時在九山洋發生激戰，結果許棟被擒殺，朱紈下令以木石築填通往雙嶼港的南北各水口，城市被大火烧光。数百葡萄牙人被杀，侥幸活命的乘船逃走，中外私商苦心經營多年的雙嶼遂成廢墟。當時雙嶼港陷落的消息，與「中國眾港口是全面對葡人嚴陣以待」的警號，一併傳至葡屬印度，之後葡萄牙人往南撤往福建和广东澳门，繼續經商。

### 外部鏈接
- 葛其荣：《岛殇500年:中国历史上鲜为人知的对外开放悲剧》